# Psyllo
Psyllo is een monotypisch geslacht van spinnen uit de  familie van de wielwebspinnen (Araneidae).

## Soort
- Psyllo nitida Thorell, 1899